# Masaharu Taguchi
Masaharu Taguchi (田口正治?, Taguchi Masaharu; Kyoto, 9 gennaio 1916 – 29 giugno 1982) è stato un nuotatore giapponese.

## Carriera
Specializzato nello stile libero ha vinto la medaglia d'oro nella staffetta 4x200 m sl ai Giochi olimpici di Berlino 1936.
È stato primatista mondiale della staffetta 4x200 m sl.

## Palmarès
- Olimpiadi
  - Berlino 1936: oro nella staffetta 4x200 m sl.